# Đắk Lắk
Đắk Lắk är en provins i Tây Nguyên med 1 827 800 invånare (2013). Dess huvudstad är Buôn Ma Thuột.